# Prasophyllum brevilabre
Prasophyllum brevilabre är en orkidéart som först beskrevs av John Lindley, och fick sitt nu gällande namn av Joseph Dalton Hooker. Prasophyllum brevilabre ingår i släktet Prasophyllum och familjen orkidéer. Inga underarter finns listade i Catalogue of Life.